# Faith No More
Фејт но мор (енгл. Faith No More) је амерички алтернативни метал састав из Сан Франциска у Калифорнији, основан 1979. године. Састав је од свог оснивања до 1983. године наступао под називима Sharp Young Men и Faith No Man. Басиста Били Гулд, клавијатуриста Роди Ботум и бубњар Мајк Бордин су чланови са најдужим стажом у саставу—од његовог првобитног оснивања до данас. Група током свог постојања променила поставу неколико пута, а данас је поред Гулда, Ботума и Бордина чине и гитариста Џон Хадсон и вокал Мајк Петон.
Након објављивања шест студијских албума крајем 80-их и почетком 90-их година, група се разишла 1998. године. Поново се окупила 2009. године због турнеје која је трајала до 2012. године. У мају 2015. године објављен и седми студијски албум, Sol Invictus.

## Музички стил
Звук групе се најчешће описује као мешавина алтернативног метала, фанк метала и експерименталног рока, а група је позната по мешању утицаја из различитих жанрова као што су хип-хоп, фанк, поп, соул, полка, џез, прогресивни рок, алтернативни рок, па чак и хардкор панк и треш метал.

## Чланови
Садашњи
- Мајк Бордин (1981–1998, 2009–) - бубањ, перкусије, позадински вокал
- Роди Ботум (1981–1998, 2009–) - клавијатуре, гитара, позадински вокал
- Били Гулд (1981–1998, 2009–) - бас гитара, гитара, позадински вокал
- Мајк Петон (1988–1998, 2009–) - главни вокал
- Џон Хадсон (1996–1998, 2009–) - гитара, позадински вокал

Бивши
- Мајк Морис (1981–1982) - главни вокал, гитара
- Вејд Вортингтон (1981–1982) - клавијатуре, гитара
- Кортни Лав (1982–1984) - главни вокал
- Чак Мозли (1984–1988) - главни вокал
- Џим Мартин (1983–1993) - гитара, позадински вокал
- Треј Спруенс (1993–1995) - гитара
- Дин Мента (1995–1996) - гитара

## Дискографија
Студијски албуми
- (1985)
- (1987)
- (1989)
- (1992)
- (1995)
- (1997)
- (2015)